# 葉偉傑
叶伟杰（英語：Yip Wei Kiat，1969年—），新加坡外交官，历任新加坡驻韩大使、驻上海总领事。2020年2月起，任驻台北商务办事处代表。

## 生平
叶伟杰生于1969年。1991年获新加坡政府奖学金，赴英国伦敦政治经济学院学习，获得经济学（荣誉）理学学士。2001年美国富布赖特项目奖学金，在斯坦福大学获得国际政策研究硕士学位。

### 外交工作
1993年，叶伟杰进入新加坡外交部工作。1995年至1998年，任驻马来西亚高级专员公署一秘。2003年至2005年，任驻泰国大使馆参赞。2005年后派驻中国，2005年至2007年，任驻中国大使馆副馆长兼公使衔参赞。2008年至2012年，任驻上海总领事。后回国，于2012年2月至2014年8月担任新加坡外交部东北亚司司长。2015年2月至2019年8月，调任驻韩国大使（兼非常驻蒙古）。2020年起，担任驻台北商务办事处代表。

## 荣誉

### 新加坡勋章奖章
- 长期服务奖章（英语：Pingat Bakti Setia）（2016年颁发[2]）
- 公共行政（银）奖章（英语：Pingat Pentadbiran Awam）（2021年颁发[2]）